# عباس عبيد جاسم
عباس عبيد جاسم وهو لاعب كرة قدم عراقي سابق من مواليد 1973 كان يلعب ضمن ضمن صفوف نادي الطلبة والزوراء العراقيين وقد لعب مع نادي بوهانغ ستيلرز الكوري لمدة خمسة مواسم، وفي موسم 2005/2006 لعب مع نادي البحرين البحريني، مثل منتخب شباب العراق والمنتخب الأولمبي العراقي ولعب مع المنتخب الوطني العراقي 28 مباراة وسجل 8 أهداف. اختير أفضل لاعب في العراق عام 2000.

## وصلات خارجية
- قالب:K League player
- عباس عبيد جاسم على موقع الاتحاد الدولي (مؤرشف)  (الإنجليزية)
- عباس عبيد جاسم على موقع دوري كوريا الجنوبية (الإنجليزية)
- عباس عبيد جاسم على موقع قاعدة بيانات كرة القدم.إي يو (الإنجليزية)
- عباس عبيد جاسم على موقع ناشيونال فوتبول تيمز (الإنجليزية)